# 富谷市立東向陽台中学校
富谷市立東向陽台中学校（とみやしりつ ひがしこうようだいちゅうがっこう）は、宮城県富谷市明石台一丁目にある公立中学校。通称は「東向中」（とうこうちゅう）。

## 沿革
- 1986年（昭和61年）4月 - 当時越境通学していた泉市立向陽台中学校より分離開校[1]
- 2005年（平成18年）4月 - 富谷町立成田中学校（当時）が分離開校
- 2016年（平成28年）10月10日 - 富谷市制施行にともない現校名へ変更。

## 学区
- 富谷市立東向陽台小学校学区
- 富谷市立明石台小学校学区

## 教育目標[2]
- 自立・協働・創造
- 校是は「前進」～グローカル　友と共に前へ～

## 校歌
- 校歌はさとう宗幸が作曲した。

## 所在地
- 宮城県富谷市明石台1丁目14番地

## 著名な出身者
- 山浅龍之介（プロ野球選手）